# Ficinia gracilis
Ficinia gracilis är en halvgräsart som beskrevs av Heinrich Adolph Schrader. Ficinia gracilis ingår i släktet Ficinia och familjen halvgräs. Inga underarter finns listade i Catalogue of Life.